# Liste d'inventeurs tués par leur invention

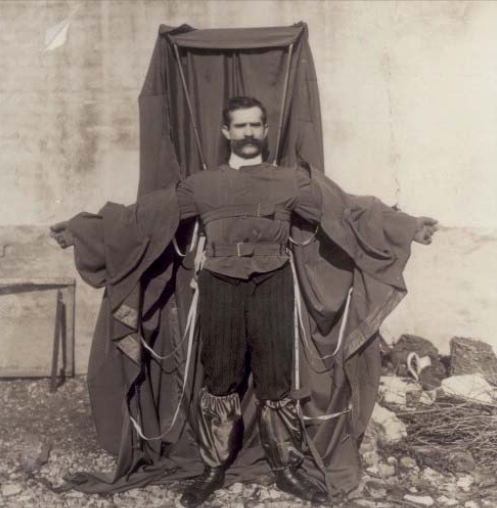
Franz Reichelt et son costume parachute. Il meurt en sautant du premier niveau de la tour Eiffel en testant son invention.

Ceci est une liste d'inventeurs dont la mort est causée par ou liée à un produit, une méthode, une procédure ou une autre innovation qu'ils ont conçue.

## Automobile
- Le fabricant de vélocipèdes à vapeur Sylvester H. Roper meurt en 1896 lors d'une course de vitesse d'un de ses modèles Roper steam velocipede (en) ; on ignore cependant si sa mort est due à une crise cardiaque ayant entraîné l'accident, ou si l'accident a entraîné une crise cardiaque[1].
- William Nelson (en) (1879−1903), un employé de General Electric, invente un nouveau moyen de motoriser des bicyclettes. Il tombe de son prototype durant un tour d'essai[2].
- Le fabricant automobile Francis Edgar Stanley (en) se tue en 1918 à bord d'une de ses voitures à vapeur de la Stanley Motor Carriage Company.
- Le fabricant automobile Fred Duesenberg (en) meurt en 1932 des suites d'un accident à bord d'un prototype de Duesenberg.

## Aviation
- Ismail ibn Hammad al-Jawhari (décès env. 1003–1010), kazakh musulman, érudit turc de Farad, a tenté de voler à l'aide de deux ailes en bois et d'une corde. Il saute du toit d'une mosquée à Nishapur et se tue[3].
- Jean-François Pilâtre de Rozier, meurt dans le premier crash aérien de l'histoire le 15 juin 1785 alors qu'il tente avec Pierre-Ange Romain de traverser la Manche en ballon.
- Otto Lilienthal (1848–1896) meurt le lendemain d'un accident pendant lequel il s'écrase avec l'un de ses deltaplanes[4].
- Franz Reichelt (1879–1912), couturier, meurt de sa chute du premier étage de la tour Eiffel alors qu'il testait son invention, un costume parachute[5].
- Aurel Vlaicu (1882–1913) meurt en tentant de traverser les Carpates par les airs avec un avion construit par ses soins, le Vlaicu II[6].
- Henry Smolinski (mort en 1973) est tué lors d'un vol d'essai de l'AVE Mizar, une voiture volante basée sur la Ford Pinto[7].
- Michael Dacre (mort en 2009) meurt en testant son taxi volant[8].

## Industrie
- William Bullock (1813–1867) améliore le principe des rotatives en remplaçant les feuilles par des bobines de papier[9],[10]. Plusieurs années plus tard, son pied se retrouve écrasé lors de l'installation d'une nouvelle rotative à Philadelphie. Le pied développe une gangrène et Bullock meurt durant son amputation[11].

## Navigation
- Horace Lawson Hunley (mort en 1863), ingénieur naval confédéré et inventeur du premier sous-marin de combat, le CSS H. L. Hunley. Il meurt au cours d'un exercice de routine du sous-marin[11].
- Karl Flach (1821-1866), ingénieur allemand émigré au Chili et inventeur du premier sous-marin chilien, coule avec le sous-marin qui porte son nom, le Flach, en compagnie de son fils unique et de neuf membres d'équipage, lors d'un essai de plongée dans la baie de Valparaíso le 3 mai 1866[12],[13].
- Stockton Rush (1962-2023), entrepreneur et fondateur d'OceanGate, est tué par l'implosion de son submersible, le Titan, alors qu'il se trouve en plongée à proximité de l'épave du Titanic, accompagné de plusieurs autres passagers, dont le Français Paul-Henri Nargeolet.

## Médecine
- Thomas Midgley Jr. (1889–1944) ingénieur et chimiste américain atteint de poliomyélite à l'âge de 51 ans. Il conçoit alors un système de ficelles et de poulies pour l'aider à se sortir du lit. C'est dans son montage qu'il est retrouvé étranglé à l'âge de 55 ans. Il est néanmoins plus connu pour ses découvertes des chlorofluorocarbures et du tétraéthylplomb[14],[15],[16].

## Physique
- Marie Curie (1867–1934) invente un procédé pour isoler le radium après avoir co-découvert les éléments radioactifs radium et polonium[17]. Elle meurt d'une anémie aplasique, conséquence d'une exposition prolongée aux radiations ionisantes émanant de ses recherches. Les dangers des radiations sont alors plutôt méconnus[18],[11].
- Plusieurs physiciens ayant travaillé au développement de la bombe atomique au laboratoire national de Los Alamos sont morts de l'exposition aux radiations. C'est le cas par exemple de Harry K. Daghlian Jr. (1921–1945) et Louis Slotin (1910–1946) qui ont tous deux été exposés à des doses létales de radiations lors d'accidents distincts impliquant le Demon core[19].

## Astronautique
- Max Valier (1895–1930) invente une fusée au combustible liquide au sein de la société astronautique allemande Verein für Raumschiffahrt. Le 17 mai 1930, un engin propulsé à l'alcool explose sur son banc d'essai à Berlin, tuant Valier sur place[20].
- Mike Hughes meurt dans le crash de sa fusée le 22 février 2020 en voulant prouver que la Terre est plate.

## Exécution
- Li Si (208 av. J.C.), Premier ministre sous la dynastie Qin, est exécuté par la méthode des 5 douleurs (Five Punishments (en)), méthode qu'il avait lui-même mise au point[21],[22],[23].

- James Douglas (4e comte de Morton) (1581) est exécuté à Édimbourg par la Maiden écossaise, un type de tranche-tête qu'il avait introduit en Écosse en tant que régent.

## Chemins de fer
- Valerian Abakovski (1895–1921), inventeur de l'Aérowagon, un prototype d'autorail à grande vitesse propulsé par une hélice. Le 24 juillet 1921, un groupe mené par Fiodor Sergueïev prend l'aérowagon à Moscou pour se rendre aux charbonnages de Toula, Abakovski est de la partie. Ils arrivent avec succès à Toula mais sur le chemin du retour, le véhicule déraille à haute vitesse tuant tout le monde à bord[24].